# Geniates subsericeus
Geniates subsericeus är en skalbaggsart som beskrevs av Friedrich Ohaus 1917. 
Geniates subsericeus ingår i släktet Geniates och familjen Rutelidae. Inga underarter finns listade i Catalogue of Life.